# Mikaël Grenier

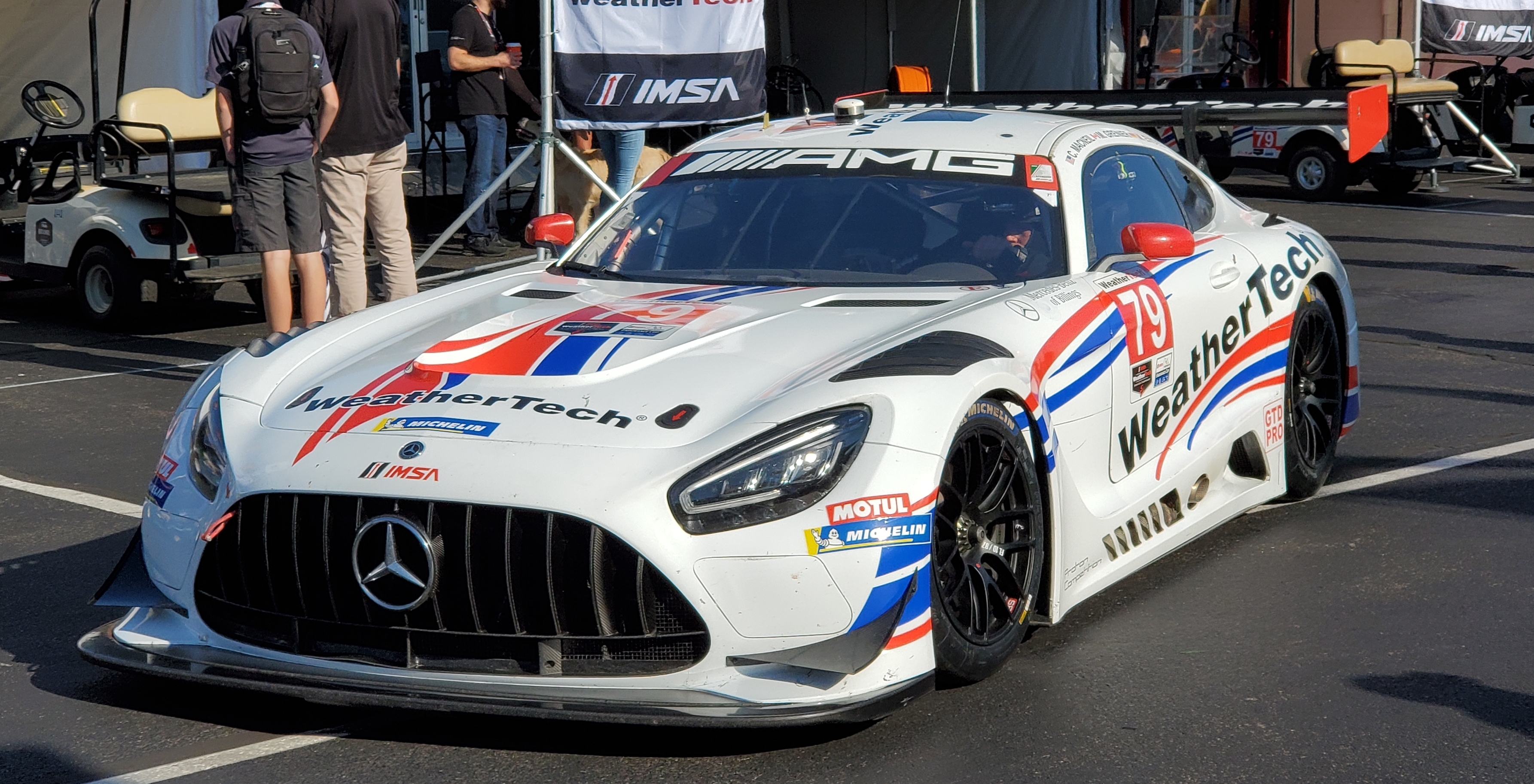
Der von Mikaël Grenier 2022 gefahrene Mercedes-AMG GT3 Evo

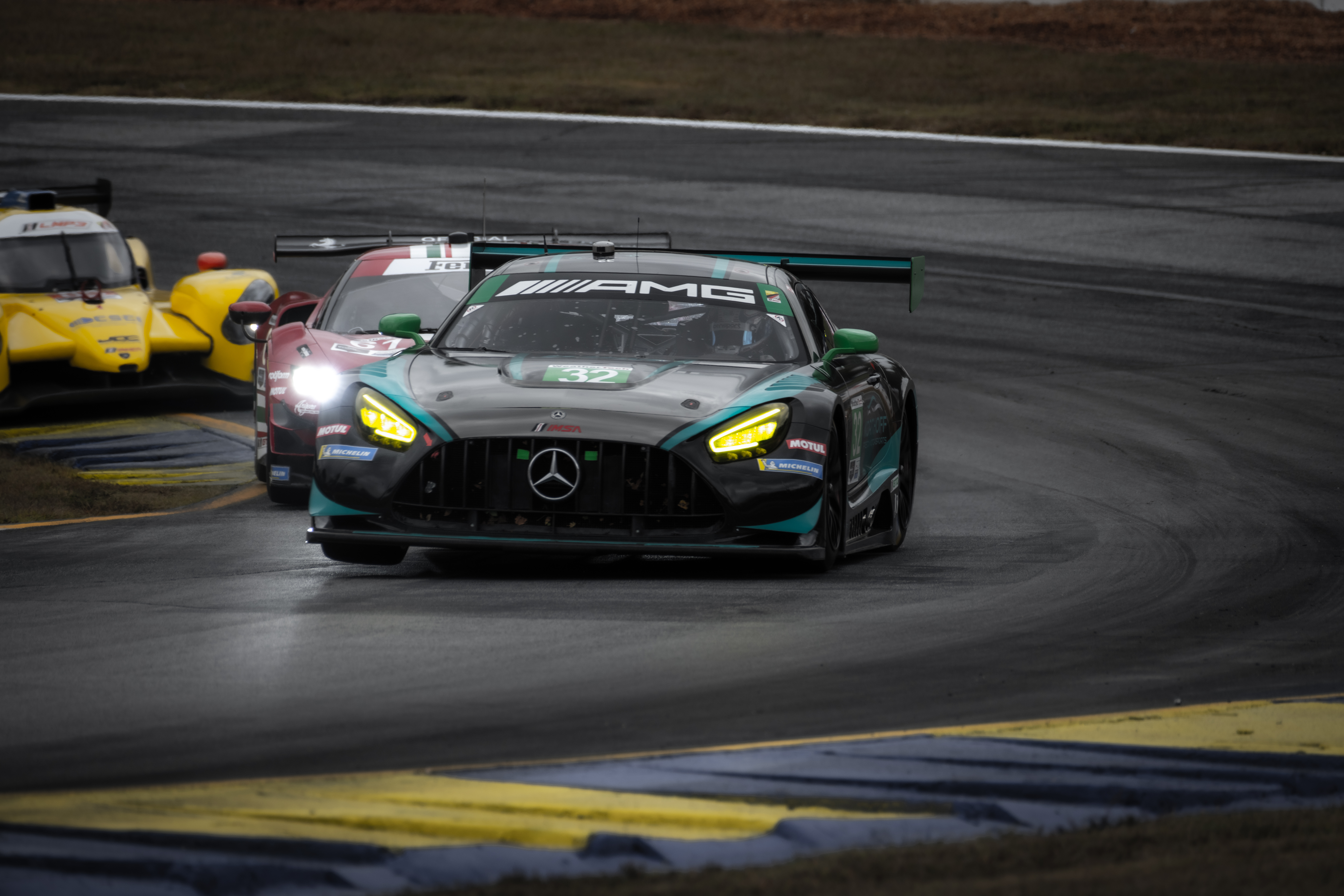
Im Mercedes-AMG GT3 Evo beim Petit Le Mans 2023

Mikaël Grenier (* 17. Oktober 1992 in Stoneham-et-Tewkesbury, Québec) ist ein kanadischer Automobilrennfahrer.

## Karriere
Grenier begann seine Motorsportkarriere im Alter von fünf Jahren im Kartsport und blieb bis 2007 in dieser Sportart aktiv. 2008 wechselte er in den Formelsport und trat für das Apex-HBR Racing Team in der amerikanischen Formel BMW an. Er erzielte sechs Podest-Platzierungen und schloss die Saison auf dem vierten Platz in der Meisterschaft ab. 2009 wechselte Grenier zu Andersen Racing in die Star Mazda Series und nahm an 6 von 13 Rennen teil. In der Gesamtwertung wurde er 18. 2010 blieb Grenier bei Andersen Racing und bestritt seine zweite Saison in der Star Mazda Series. Er entschied ein Rennen für sich und stand bei zwei weiteren Rennen auf dem Podest. In der Fahrerwertung beendete er die Saison auf dem achten Gesamtrang.
2011 begann Grenier die Saison für O2 Racing Technology in der Indy Lights. Er absolvierte vier Rennen für das Team, das während der Saison den Rennbetrieb einstellte. Anschließend nahm er für das Team Moore Racing an einem weiteren Rennen dieser Meisterschaft teil. Am Saisonende belegte er den 16. Gesamtrang. Nachdem Grenier 2012 nur im Kartsport aktiv gewesen war, kehrte er 2013 für ein Rennen zum Team Moore Racing in die Indy Lights zurück.
Ende 2013 absolvierte Grenier IndyCar-Testfahrten für KV Racing Technology. 2014 blieb er KV Racing Technology verbunden, kam jedoch nicht zu Renn- oder Testeinsätzen.

## Statistik

### Karrierestationen
| - 1998–2007: Kartsport - 2008: Amerikanische Formel BMW (Platz 4) | - 2009: Star Mazda Series (Platz 18) - 2010: Star Mazda Series (Platz 8) | - 2011: Indy Lights (Platz 16) - 2013: Indy Lights (Platz 15) |

### Sebring-Ergebnisse
| Jahr | Team                         | Fahrzeug             | Teamkollege  | Teamkollege | Platzierung | Ausfallgrund |
| ---- | ---------------------------- | -------------------- | ------------ | ----------- | ----------- | ------------ |
| 2018 | SunEnergy1 Racing            | Mercedes-AMG GT3     | Thomas Jäger | Kenny Habul | Rang 26     |              |
| 2021 | Sun Energy 1 Racing          | Mercedes-AMG GT3     | Maro Engel   | Kenny Habul | Ausfall     | Motorschaden |
| 2023 | Team Korthoff Motorsports    | Mercedes-AMG GT3 Evo | Kenton Koch  | Mike Skeen  | Rang 31     |              |
| 2024 | Korthoff Preston Motorsports | Mercedes-AMG GT3 Evo | Kenton Koch  | Mike Skeen  | Ausfall     | Motorschaden |